# تشيزاري لابيني

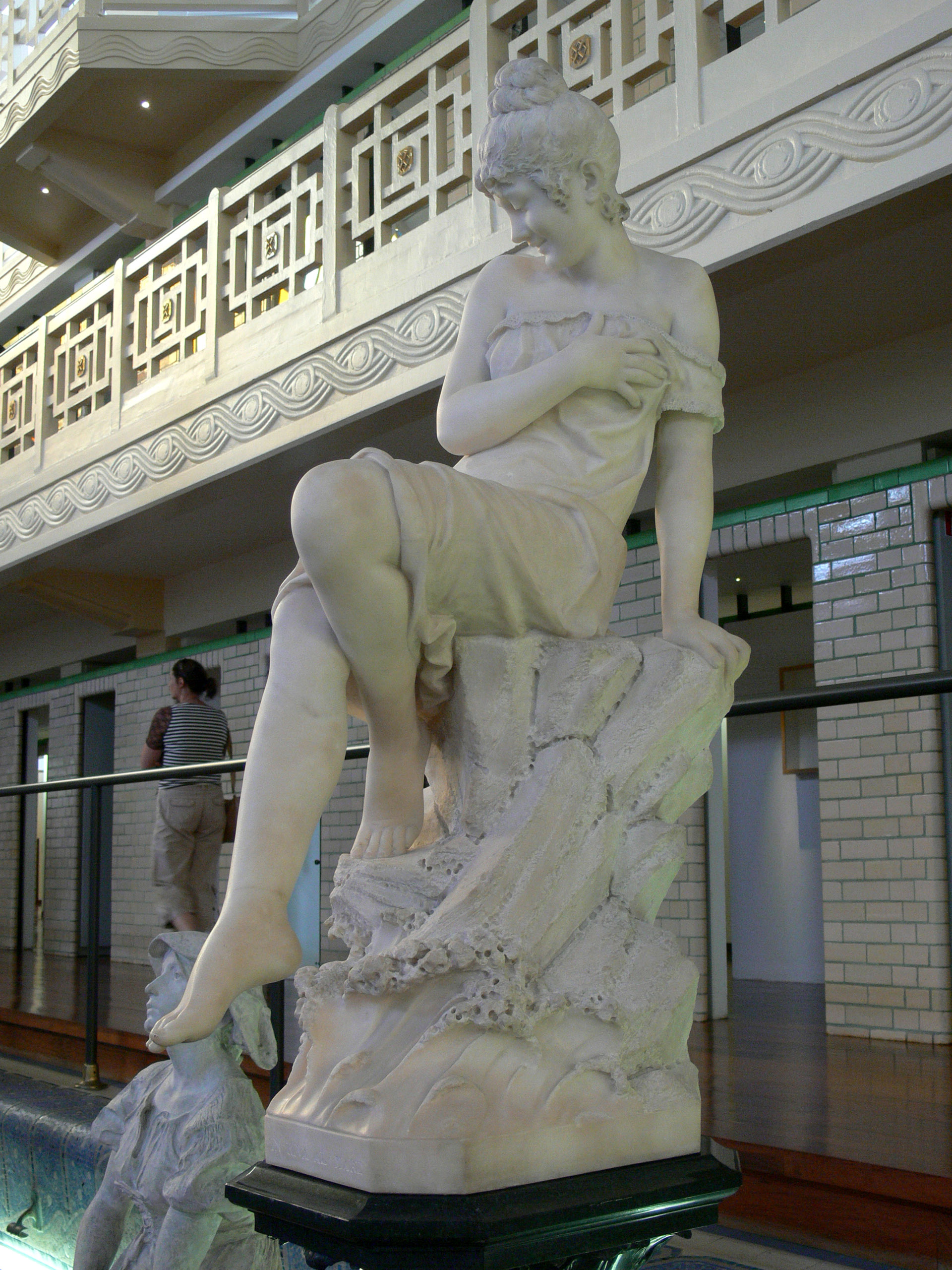
"In riva al' mare"

تشيزاري لابيني (بالإيطالية Cesare Lapini) هو نحات إيطالي (و. 1848-ت. بعد 1890) قضى الشطر الأكبر من حياته في فلورنسا. معظم منحوتاته من الرخام (المرمر)، وهي متفاوتة الأحجام، منها منحوتات كبيرة وأخرى أصغر حجمًا. تُشكل النساء والفتيات الصغيرات الموضوع الرّئيسي لمنحوتاته. من أشهر أعماله: «المفاجأة» (La Sorpresa)، تمثّل مفاجأة فتاة أثناء تعرّيها من ملابسها، «القُبلة الأولى» (Il primo bacio)، «كم أُحبّك» (Quanto ti voglio bene)، «لا أُصدّق ذلك» (Non lo credo)، «الغناء» (La serenata)، و«حُبّ البحر» (Amore del mare). له أعمال رمزيّة، وتماثيل وتماثيل نصفيّة، ونٍُخ محاكاة لمنحوتات قديمة. لاقت منحوتاته رواجًا بين السائحين في أوروبا، وبيعت لأبناء الطبقة الأرستقراطية والبرجوازية البريطانية، والروسية، والألمانية في معرضه بمدينة فلورنسا. عُرض عددٌ من أعماله في «المعرض العام الإيطالي لتورينو» (Esposizione Generale Italiana di Torino) عام 1884. وأقام معرضًا في روما عام 1888. كان لابيني موضع إعجاب على نطاق واسع بسبب رقة أسلوبه، وتقنياته المصقولة، بالإضافة إلى الزنجار الناعم، والحرارة العاطفية المشبعة بها منحوتاته.